# 孝
孝（こう）とは、儒教における伝統的な徳目の一つで、子供が自身の親を敬い支えるべしと説く道徳的概念である。身近な家庭の道徳的秩序の維持を国家社会運営の端緒と位置づける儒教の徳治においては、まず家庭で守られるべき徳として「悌」とともに長らく重視されてきた。「孝悌」と併用され、「孝悌は仁を為すの本」とも言及される。後述するように他の宗教にも親子関係のあり方を規定する類似の道徳規範は存在するものの、他の社会規範に対する優越性や、崇敬すべき親の対象として祖霊を含み家父長制と一体化している点など、一般的な親子関係の道徳概念とは異なる特徴を持つことに注意を要する。

## 儒教
古代の中国では、祖先崇拝の観念の下に、血族が同居連帯し家計をともにする家父長制家族が社会の構成単位を成していた。孔子が、親を敬い、親の心を安んじ、礼に従って奉養祭祀すべきことを説き、社会的犯罪については「父は子の為（ため）に隠し、子は父の為に隠す」と述べた。やがて孝は『孝経』において、道徳の根源、宇宙の原理として形而上化され、無条件服従と父子相隠は法律にも明文化された。又、祖先祭祀にとって孝は重要な原理となる。
孟武伯が孔子に孝を尋ねた際、「親は子の病を憂う（心配する）ものだ」といった。つまり健康でいることが孝行といっている。また門人の子游が尋ねた際は、「現今の世間は養う（目に見える形の奉仕）を孝というが、それなら犬馬だって人を養う（奉仕する）。敬う心がなければ、どうして犬馬と区別できようか」と答えた。
孝を守る振舞いである「親孝行（おやこうこう）」が高く評価され、これを実践する人を「孝子（こうし）」と呼ばれた。孝子として有名な儒教の聖人は舜であり、孔子の弟子では曽子が孝の実践に優れていたとされる。曽子は『孝経』の作者とされる。
君臣間の徳目である「忠」と時に齟齬を来すことになるが、中国や朝鮮では多くの場合、「忠」よりも「孝」が貴いと考えられた。例えば、道に外れたことを行う君主を三度諌めても聞き入れられなかったら、君主の下から去るべきであるとされたのに対し、道に外れた親を三度諌めても聞き入れられなければ、泣き寝入りして従わなければならないとされた。有能な大臣が、自分の親の喪中に出仕したことを不孝であると咎められて失脚するようなことも起こった。
孝は親の死後にも、一定期間、影響を与えるもので、『論語』には「父のやり方を3年間改めないのが孝行である」と記し、これを例に『日本後紀』では、桓武天皇が崩じた際、その年に元号を「大同」と改めたことに対し、子や臣の心情として、一年の内、二君あることを忍びないと思うからこそ、同年に改元しないのに礼に反していると批判する記述がある（『後紀』）。

### 日本
日本では、後に官学となった朱子学伝来以後、「孝」よりも「忠」を重視する思想が中心的になった。明治維新後は「忠孝一致」のスローガンの下で、孝を忠の付属概念とする思想が国家的に唱えられた（この「忠孝一致」の思想自体は江戸期からあるものである。詳細は忠を参照）。
明治維新後は教育勅語渙発等により皇室、国家、親への崇敬が公的に浸透された。また親権の強い明治民法（1908年制定）や、「尊属殺人罪」が制度化され、親への崇敬が社会的常識とされた。
1973年には、「尊属殺人罪」を違憲とした最高裁判決が下った。

### 各国の解釈の差異
日本と、中国と、韓国、ベトナムでは、それぞれ「孝」の内容が微妙にずれることがある。
中国では「3年子無きは、去る（夫の方から離婚する）」といった言葉があるが、これは祖霊に対する孝、すなわち子孫を残すことを孝とする宗教観から来るものであり、子を残す女性が正しい（それが本妻でなくとも）とする考えが倫理的に正しいという考え方があった。これは『孟子』離婁（りろう）上において、「不孝に三あり。後（継ぎ）無きを（最）大なりとなす」と記すことからもわかる。加地伸行は孝とは、その対象が死をも含む広域なものであり、明治以降の日本人の孝は生者に対する「道徳的孝」であって、中国人の死者も対象とした「宗教的孝」とは異なるものであるとする。
中国では辛亥革命によって国民党時代が到来すると、魯迅が孝は「人が人を食う」原理であり、それまで賛えられていた孝子をおぞましいものであると激しく非難するなど、孝に対する批判が噴出した。孝は共産党時代が到来すると全面的に否定され、「忠」が文化大革命でも毛沢東に対する忠誠として肯定的な語とされたこととは対照的な扱いとなった。

## キリスト教
キリスト教やユダヤ教においても孝（孝愛）は貴ばれ、その教えは旧約聖書の十戒の中にも見ることができる。
第一戒よりは下にされ、神に反する場合には従ってはならない、とされながらも、基本的に親への孝行は大切な美徳かつ掟とされ、「ルツ記」など聖書中の多くの箇所で、親に孝行であった者は神の祝福を得て、対して不孝であった者が不遇な人生をおくった様が描かれる。
カトリック教会では、この掟を忠実に守れば、霊的実りと共に、現世の実りである平和や繁栄も得られ、反対に、親に不孝な人間は、あの世だけでなく、この世でも罰を被ると教えている。
また、親の存命中だけでなく、死後も親を含む、先祖を敬い、その為に祈ることは子孫の義務であり、孝の対象は、広義には親のみならず、近親者、国家、民族など自分と関わりのある人達を含むとしている。
その理由として、父母は神に次ぐ恩人で神の代理者だからであり、親に悪口を言ったり、非礼を働くことは、親への尊敬に悖るとされ、親の命令を軽んじたり、それに反したりすることは、親への従順に背くとされる。また、親を殴るような行為は大罪とされ、適切な方法で悔い改めなければ、永遠の地獄に墜ちるに値する行為とされる。
一方で、親は、子は神から預かったものであるので、その取扱いの善し悪しによって、神からの賞罰を招く、と教会は教えている。健康に注意して、自らの子を育て、身分に応じてその将来の幸福を図り、しかしただ愛に溺れるのではなく、霊魂上のことを考え、悪を戒めて、進んで良い模範とならないといけないと教える。
儒教と比較した場合、キリスト教は、孝は説くが、その対象は親から始まるが隣人や社会、国家など自分と関わりのある全ての人に及ぶとされ、またその重要度は神への愛の下に置かれ、その意義は神との関係性の中で説明された（神との関係があって、はじめて価値を持った）。結果、孝行は崇高で大切とはされたものの、その意義が儒教ほどに肥大することはなく、他の社会的美徳との矛盾・相殺効果は免れたのである。

### 聖書中の逸話
聖書には、親に孝行であった人が幸福を得て、不孝であった人が災難を被る様が何度か描かれるが、中でも「ルツ記」は有名である。それによると、士師の時代、ベツレヘムに飢饉があって、エリメレクとナオミの夫婦はモアブの土地に逃れた。夫婦の二人の息子は、それぞれモアブ人の女、オルパとルツを妻にした。しかし、ナオミの夫はやがて死に、二人の息子も十年のうちに死んでしまう。
ナオミは老けていくうえ、異郷にあっては頼る者もいないので、ベツレヘムの飢饉の終息を耳にしたこともあって、意を決して故郷に戻ることにした。二人の嫁もついてきた。ナオミは、二人の境遇を哀れに思い、言葉を尽くして、実家に帰るように勧めたが、二人は泣いて同行を求めてやまない。
しかし、一緒にベツレヘムに行っても、将来の見込みがあるわけではない。二人の若い身の上が哀れに思ったナオミは強いて帰郷させようとする。オルパは、やっとその言葉に従い、泣く泣く暇乞いして実家へと帰っていった。でも、ルツだけはどうしても離れない。
貧しい、老いた姑に、ついてゆき、どこまでも行こう、どんな難儀でも厭おうとしない。ナオミも、彼女の美しい心に感動し、そのまま連れだって、ベツレヘムへと帰路についた。
二人がベツレヘムに着いたのは、ちょうど大麦の刈り入れの時期であった。当時のユダヤの慣習では、異邦人、寡婦、貧しい人は、刈る人の後から落ち穂を拾ってもいいことになっていた。
よって、ルツは、ナオミの許可を得て、落ち穂拾いへと出かけたが、幸いなことに、その畑主は、エリメレクの親戚にあたるボアズという豪農だった。ボアズは、畑を見回りにいって、ルツの熱心な働きぶりにしみじみと感心した。昼には呼んで他の小作と共に食べさせたり、敢えて麦穂を落として、心おきなく拾わせるたり、いろいろと親切にいたわった。
一方のルツは日暮れまで働いて、一斗あまりの麦を拾い、それと昼飯の余りを持ち帰って義母を喜ばせた。その後も、毎日ボアズの畑へ行って、真面目に働き、一日もナオミに孝養を怠らない。ボアズはルツの心がけの美しさに、心から感服し、ついには、ルツをめとって妻にし、オベデという男子を生んだ。このオベドの子がエッサイであり、その子は有名なダヴィデ王となり、その子孫からイエスが生まれた。
このように「ルツ記」には、自ら逆境を覚悟して不幸な親に仕えた者が、一転して、身に余る幸福を得たストーリーが描かれ、孝行な人は、この世でもあの世でも大きな恵みを受ける、とは決して言いすぎではないと教える。